# Pelophylax terentievi
Pelophylax terentievi е вид земноводно от семейство Водни жаби (Ranidae).

## Разпространение
Видът е разпространен в Таджикистан.